# Chevrolet Tahoe
Chevrolet Tahoe (ˈtɑːxo) и GMC Yukon (juˈkon) — рамные полноразмерные внедорожники американской компании General Motors, созданные на агрегатах пикапов. Выпускаются отделениями Chevrolet с 1995 года и GMC с 1992 года, соответственно. Эти же автомобили, но с увеличенной колёсной базой называются Chevrolet Suburban и GMC Yukon XL.

## История
В апреле 1987 года корпорация General Motors представила полностью новую линейку полноразмерных пикапов Chevrolet C/K, GMC С/К, как автомобили 1988 модельного года. Созданные на новой корпоративной платформе GMT400, они помимо нового обтекаемого кузова имели полностью переработанное шасси́ и подвеску, увеличенную кабину и подключаемый в движении полный привод. В 1992 модельном году на их базе было выпущено новое поколение полноразмерных внедорожников Chevrolet Blazer с короткой колёсной базой (111,5 дюймов — 2 832 мм), марки известной с 1969 года и Chevrolet Suburban с длинной колёсной базой (131,5 дюйм — 3 340 мм), марки известной с 1935 года. Новые модели имели АБС действующую на все четыре колеса, а Suburban, для получения более похожих на легковые управляемости и плавности хода, модифицированную подвеску. В этом же году компания GMC выпустила аналог Chevrolet Blazer под новой маркой GMC Yukon, заменивший полноразмерный GMC Jimmy, марку известную с 1982 года. Название марки Yukon происходит от названия реки Ю́кон на северо-западе Канады и в Аляске. Оба автомобиля, Chevrolet Blazer и GMC Yukon, имели только двухдверные кузова и производились на одном заводе в городе Джейнсвилл штата Висконсин.
В начале 1995 года двухдверный полноразмерный Blazer стал Chevrolet Tahoe 1996 модельного года, затем последовал четырёхдверный Tahoe с увеличенной до 117,5 дюймов (2985 мм) колёсной базой, объединивший комфорт легкового автомобиля, мощь и силу внедорожника. Название Tahoe произошло от названия озера Та́хо расположенного на границе Калифорнии и Невады. В этом же году была представлена четырёхдверная версия Yukon с такой же, как у Tahoe колёсной базой. В декабре 1995 года авторитетный американский автомобильный журнал Motor Trend признал Chevrolet Tahoe внедорожником года. Следующее поколение Chevrolet Blazer и GMC Jimmy стали компактными, то есть меньшими, чем Tahoe и Yukon внедорожниками, созданными на базе компактных пикапов Chevrolet S-10 и GMC Sonoma. В январе 1998 года производство двухдверных Tahoe и Yukon прекратилось.
В 1996 году автомобили Tahoe и Yukon были номинированы на звание Североамериканский грузовик года. В 2000 году на новой платформе GMT800 были представлены переработанные Tahoe и Yukon второго поколения, созданные на базе пикапов Chevrolet Silverado и GMC Sierra. GMC Yukon XL заменил GMC Suburban, Chevrolet продолжал называть свою модель на удлинённой колёсной базе Suburban. Автомобили перешли в класс люкс с оборудованием по высшему разряду. Плавность хода, управляемость, комфорт были как у легковых автомобилей. Появилась более дорогая версия GMC Yukon Denali со множеством дополнительных функций, таких как бортовой информационный центр, улучшенная система безопасности, музыкальная система Bose с одиннадцатью динамиками и управлением на руле. Денали — высочайшая гора Северной Америки расположенная на Аляске.
В 2007 году увидели свет полностью новые Tahoe и Yukon третьего поколения на платформе GMT900. В 2008 году появилась гибридная версия Tahoe с 6-литровым V8 двигателем, приводящим 300 вольтовый генератор, который заряжал батареи и питал два 60-киловаттных электродвигателя.
В апреле 2014 года в продажу поступили автомобили четвёртого поколения. С 2004 по 2015 годы Chevrolet Tahoe собирались небольшими партиями из готовых машинокомплектов на калининградском предприятии «Автотор».

## Первое поколение

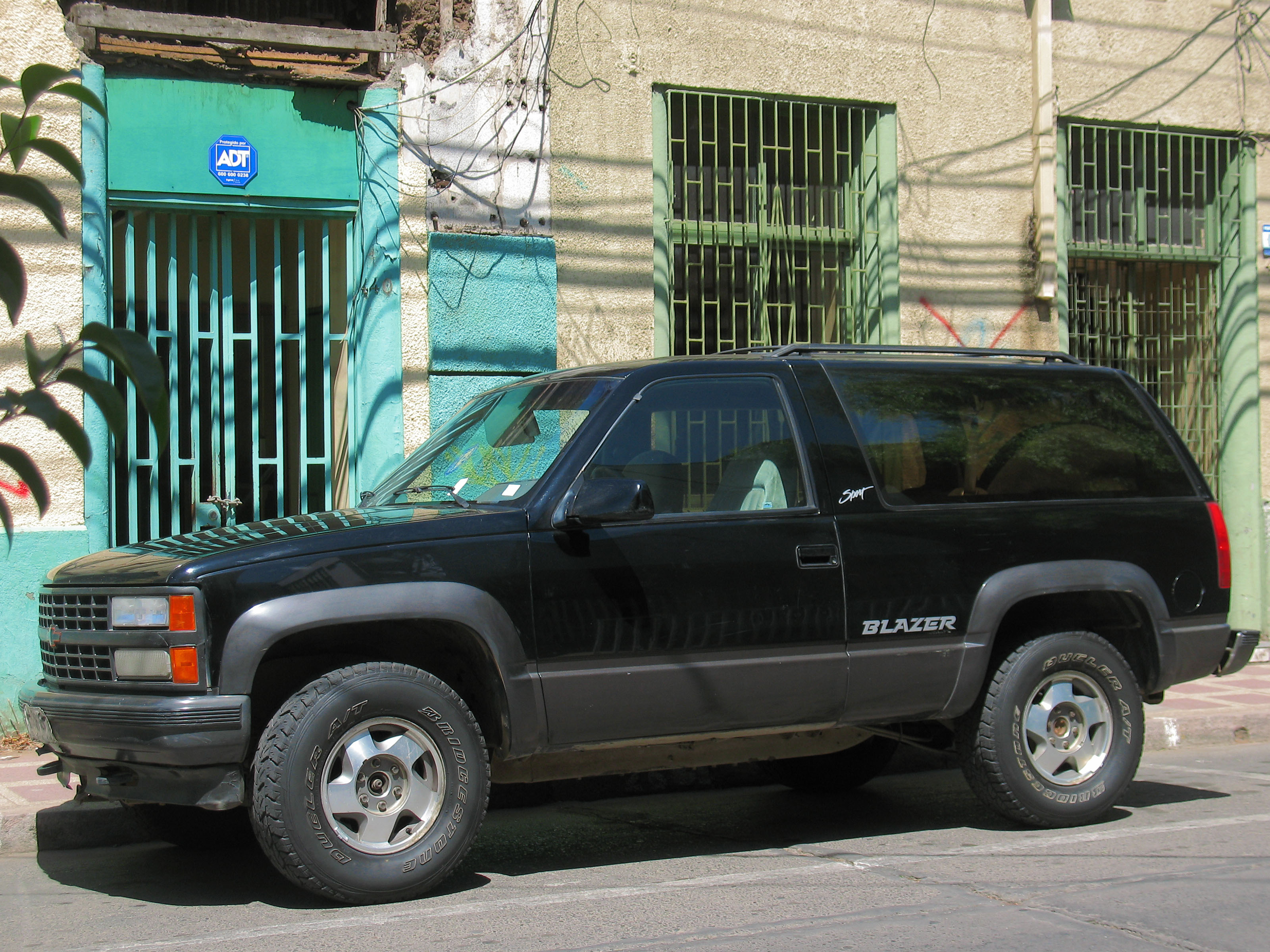
1994 Chevrolet Blazer

В августе 1991 года корпорация General Motors представила новый большой внедорожник под старым, давно известным именем Chevrolet Blazer как автомобиль 1992 модельного года. Одновременно с запуском Chevrolet Blazer началось производство его аналога под новым для корпорации названием GMC Yukon. Обе модели, а также их длиннобазные версии Chevrolet Suburban и GMC Suburban производились на одном заводе в городе Джейнсвилл штата Висконсин. Для увеличения выпуска этих моделей, производство пикапов Chevrolet C/K и GMC C/K, на базе которых они были созданы, было перенесено в город Флинт штата Мичиган.
Новый Blazer стал больше, его колесная база возросла до 111,5 дюймов (2832 мм). Автомобиль имел только двухдверный закрытый цельнометаллический кузов, передняя часть и боковины которого были унифицированы с пикапом с удлинённой кабиной Crew-Cab Chevrolet C/K. Самыми популярными цветами кузова были чёрный (Onyx Black), который заказывали 24 % покупателей и белый (Summit White), который выбирали 19 % владельцев. Кузов мог быть двухцветным, причём в двух вариантах. В обычном (Conventional) исполнении другим цветом красилась только нижняя часть боковин вместе с декоративными накладками, в особом (Special, Deluxe) исполнении другим цветом окрашивалась вся боковина ниже окон. Кузов устанавливался на мощную периферийную раму. Автомобиль оснащался 5,7-литровым восьмицилиндровым V-образным бензиновым двигателем (L05) мощностью 210 л. с. первой серии знаменитых двигателей «small block engine». В стандартном оснащении он комплектовался механической пятиступенчатой коробкой передач (5LM60), правда, таких автомобилей было не более 4 %, на все остальные — «по заказу» устанавливалась четырёхступенчатая автоматическая гидромеханическая трансмиссия (4L60-E) с электронным управлением. Все автомобили имели только полный привод (4WD), независимую переднюю подвеску с торсионами в качестве упругих элементов, зависимый задний мост на рессорах, рулевое управление с гидроусилителем, дисковые передние и барабанные задние тормоза, АБС.
В 1995 модельном году Blazer был переименован в Chevrolet Tahoe, а под названием Chevrolet Blazer выпустили автомобиль меньшего, как и раньше, размера. В сентябре 1995 года была представлена существенно переработанная гамма автомобилей как модели 1996 года. Появилась четырёхдверная версия на удлинённой до 117,5 дюймов (2985 мм) базе. Производство двухдверных автомобилей было перенесено в город Силао в Мексике. Автомобили стали оснащаться новым бензиновым двигателем Vortec 5700 мощностью 255 л. с. По заказу, можно было установить 6,5-литровый восьмицилиндровый V-образный турбодизель (L56) мощностью 180 л. с. С этим двигателем использовалась иная (4L80-E) автоматическая трансмиссия. Стали выпускаться автомобили только с задним приводом (2WD) и передней подвеской на пружинах. В 1998 модельном году производство четырёхдверных автомобилей началось в городе Арлингтон в Техасе. В таком виде, с некоторыми незначительными изменениями, автомобиль просуществовал до 1999 модельного год, когда был заменён моделями следующего поколения.

## Второе поколение
На Chevrolet Tahoe устанавливались бензиновые восьмицилиндровые моторы объёмом 4,8 литра (275—295 л. с.) и 5,3 литра (280—295 л. с.) в паре с четырёхступенчатым «автоматом». Интерьер также был обновлён новыми сиденьями, приборной панелью и дверными панелями. Боковые подушки безопасности являются стандартными. Новая высококачественная аудиосистема с 9 динамиками и сабвуфером сзади, центр сообщений водителя, противоугонная система PassLock II, полностью новая независимая передняя подвеска SLA.

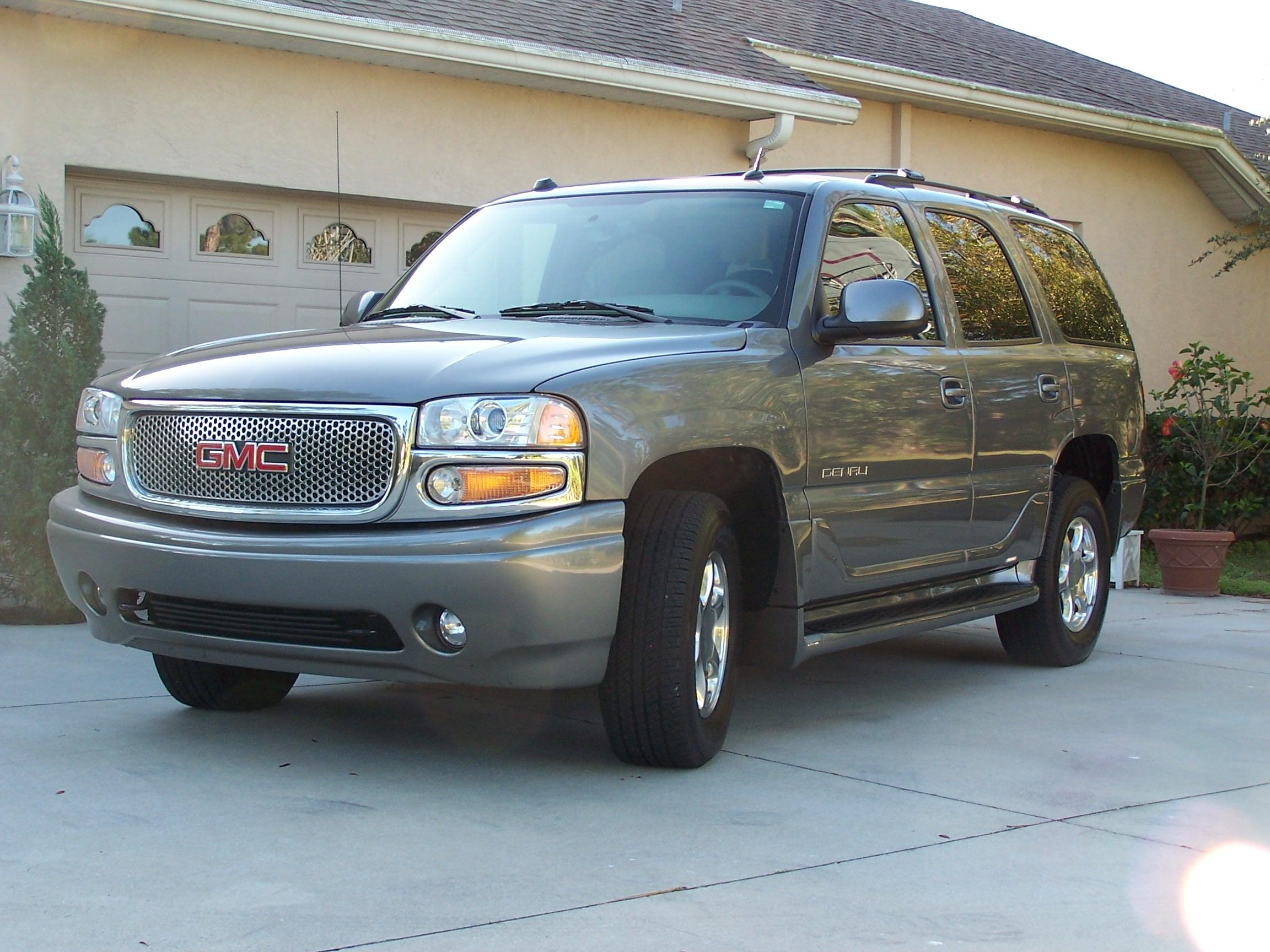
2005 GMC Yukon Denali

## Третье поколение
В январе 2006 года на автосалоне в Лос-Анджелесе корпорация GM объявила о выпуске в течение года двенадцати автомобилей на новой платформе GMT900. Первыми из этой серии были показаны автомобили Chevrolet Tahoe и GMC Yukon третьего поколения. В марте началось их производство, а в апреле новые автомобили 2007 модельного года появились в продаже.

### Кузов и оборудование
Автомобиль имел новый обтекаемый кузов с линиями плавной формы и уменьшенными зазорами между панелями. Наружные зеркала и крепления для багажа на крыше также имели специальную форму снижающую сопротивление воздуха, а новые уплотнения дверей уменьшали шум на высоких скоростях. Кузов окрашивался в цвета девяти оттенков. Новая рама из профилей замкнутого сечения имела на 49 % бо́льшую жёсткость на кручение, её специальная форма переменной высоты позволила снизить центр тяжести автомобиля. Гидроформованная передняя часть рамы была оптимизирована для фронтального столкновения, в том числе с небольшими автомобилями.
Tahoe был первым автомобилем с оформленной в новом фирменном стиле передней частью. Большая золотая «бабочка» Chevrolet в серебристом обрамлении располагалась на широкой полоске, окрашенной в цвет кузова и разделяющей решётку радиатора надвое.
Абсолютно новый салон с изысканной отделкой имел улучшенную шумоизоляцию за счёт применения новых вспененных звукопоглощающих материалов. Внутри автомобиля были установлены три ряда сидений, передние с электрорегулировкой и подогревом, задние, по заказу, также могли иметь подогрев. Третий ряд сидений состоял из двух или трёх отдельных кресел, которые легко можно было снять для увеличения объёма багажника. Доступ к багажу осуществлялся через заднюю дверь, которая могла открываться автоматически или через поднимаемое заднее стекло. Второй ряд сидений складывался, причём, за доплату, его можно было оснастить автоматической системой складывания. После нажатия на кнопку на панели приборов или средней стойке, сидения второго ряда автоматически складывались, освобождая доступ к задним сидениям. Рулевое колесо регулировалось по углу наклона, по заказу можно было установить электрически регулируемый педальный узел. Для облегчения входа и выхода автомобиль мог оснащаться автоматически выдвигаемой подножкой. По заказу автомобили можно было оснастить системой дистанционного запуска двигателя и прогрева салона.
Мультимедийная система автомобиля имела CD, MP3 проигрыватель и восемь динамиков, по заказу устанавливались навигационная система с сенсорным экраном и DVD проигрыватель с большим 8-ми дюймовым экраном для пассажиров.
Система безопасности включала в себя следующие новые функции: фронтальные подушки безопасности с двухступенчатым раскрытием, боковые подушки безопасности, срабатывающие при переворачивании автомобиля, в этом случае они остаются надутыми дольше и ремни безопасности передних сидений с преднатяжителями реагирующими и на удар сзади. Кроме того, у автомобиля имелись датчики давления в шинах, датчики дождя, ультразвуковой задний парктроник и камера заднего вида, устанавливаемая по заказу. Все модели продавались со встроенной системой аварийного оповещения OnStar шестого поколения. При срабатывании подушек безопасности она автоматически посылала сигнал в службу спасения. Система также использовалась при угоне автомобиля.

### Двигатель и трансмиссия
На автомобили устанавливались восьмицилиндровые V-образные двигатели GM Vortec четвёртого поколения рабочим объёмом 4,8 литра и мощностью 290 л. с. (LY2) и рабочим объёмом 5,2 литра и мощностью 320 л. с. (LY5). Двигатели были установлены спереди продольно, имели чугунный блок цилиндров и алюминиевую головку с верхним расположением клапанов (OHV), по два на цилиндр, с гидрокомпенсаторами в их приводе у 5-литрового двигателя. Впрыск топлива — распределённый фазированный, зажигание — с индивидуальными катушками для каждой свечи. В 5-литровых моторах для экономии топлива в определённых дорожных условиях система управления двигателем производила отключение половины цилиндров. Происходило это путём прекращения подачи давления в гидрокомпенсаторы привода клапанов. Отключение цилиндров происходило практически незаметно, а когда требовалась дополнительная мощность — цилиндры подключались вновь. 5-литровые двигатели специального оснащения (LMG) могли работать на смеси бензина и этанола E85. На полноприводные автомобили GMC Yukon устанавливался новый 5,3 литровый мотор (LC9) с алюминиевым блоком цилиндров, работающий как на бензине, так и на биотопливе E8.
Все автомобили, и Tahoe и Yukon, оснащались автоматической четырёхступенчатой коробкой передач с электронным управлением. Рычаг переключения был расположен на рулевой колонке справа от руля, как это принято в американских автомобилях. По заказу, задний мост мог быть оснащён блокируемым дифференциалом.

### Ходовая часть
Более широкая передняя и задняя колея позволили существенно улучшить устойчивость и управляемость автомобиля. В полностью новой независимой передней подвеске на поперечных рычагах, верхний из которых был стальной, а нижний — из алюминиевого сплава в качестве упругих элементов применялись пружины вместо торсионов, как это было ранее. В задней пружинной зависимой подвеске в качестве направляющего аппарата использовались четыре продольных рычага и тяга Панара. Все амортизаторы, и спереди и сзади, были однотрубными. В автомобилях использовались три разновидности подвесок: обычная — ZW7, подвеска с пружинами переменной жёсткости сзади — Z71 и активная подвеска Z55 (Autoride) с электронно управляемыми амортизаторами. В верхней части амортизаторов активной подвески имелся пневмоэлемент, позволявший поддерживать постоянным дорожный просвет автомобиля.
Впервые на автомобилях такого типа применялось реечное рулевое управление с гидроусилителем. Передаточное число рулевого управления — 17,75; количество оборотов рулевого колеса от упора до упора — 3; радиус поворота по колее наружного колеса — 11,9 м.
Тормоза всех колёс были дисковыми вентилируемыми, спереди с двумя поршнями, дисками диаметром 330 мм и толщиной 30 мм, сзади — с одним поршнем, дисками диаметром 345 мм и толщиной 20 мм. Все автомобили оснащались антиблокировочной системой тормозов фирмы Bosch восьмого поколения и системой контроля устойчивости StabiliTrak, имеющей специальный алгоритм предотвращающий опрокидывание.
На все автомобили стандартно устанавливались стальные или алюминиевые колёса размерности 17х7,5, но можно было заказать алюминиевые колёса размерностей 18х8 или 20х8,5. Шины размерностей 265/70R17, 265/65R18 или 275/55R20.

### Yukon Denali

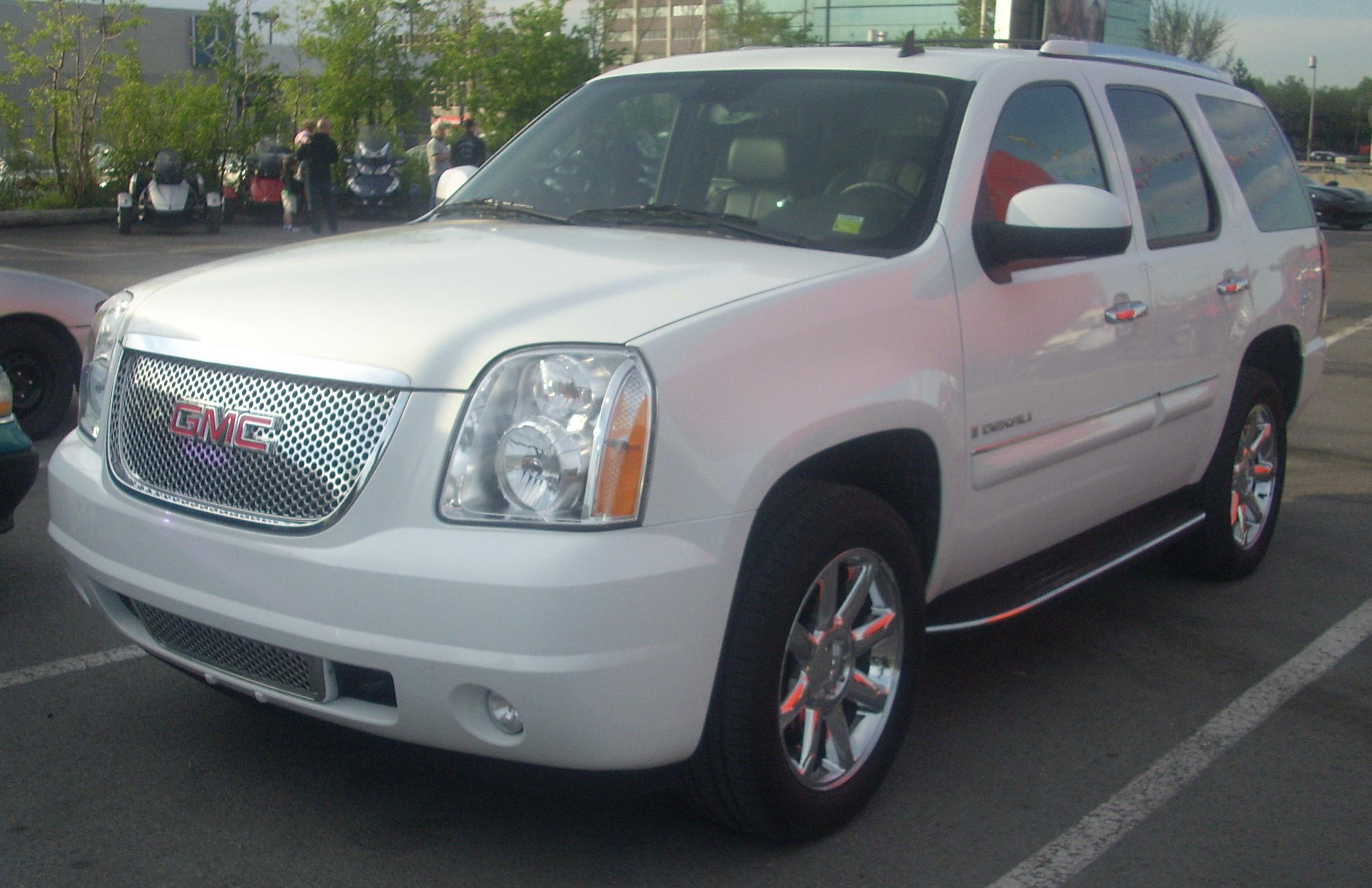
2010 GMC Yukon Denali

На флагманский автомобиль GMC Yukon Denali стандартно устанавливалось почти всё упомянутое выше оборудование. Он имел абсолютно новый 6,2-литровый 380-сильный двигатель Vortec 6200 (L92) с алюминиевым блоком цилиндров и системой изменения фаз газораспределения. Двигатель агрегатировался с новой шестиступенчатой автоматической коробкой передач. Коробка имела электронное управление, широкий диапазон изменения передач и две повышающие передачи. Это создавало отличный баланс между мощностью и экономичностью автомобиля. Кроме того, коробка имела режим ручного переключения передач с помощью кнопки на рычаге переключения. Автомобиль комплектовался активной подвеской Autoride и 18-дюймовыми колёсами из полированного алюминия.

### Гибридная версия
Главной новинкой 2008 модельного года стали гибридные версии автомобилей: Chevrolet Tahoe Hybrid и GMC Yukon Hybrid. Гибридный привод состоял из:
- электромеханической трансмиссии (Electrically Variable Transmission (EVT));
- блока аккумуляторных батарей (Energy Storage System (ESS));
- специальной версии двигателя Vortec 6000 (LFA).

В едином корпусе электромеханической трансмиссии находились два 60 кВт электромотора, три планетарных ряда и четыре мокрых сцепления. Такая комбинация узлов позволяла трансмиссии работать как в режиме бесступенчатого изменения передаточного отношения, так и в режиме с набором из четырёх фиксированных передач. Электромоторы хорошо работают на невысоких скоростях, но быстро теряют эффективность с ростом скорости вращения. Поэтому они использовались для бесступенчатого изменения крутящего момента при лёгких нагрузках и на небольших скоростях. С ростом нагрузок включая сцепления в различных комбинациях можно было получить одну из четырёх фиксированных передач. Система управления, анализируя движения автомобиля, выбирала режим работы трансмиссии либо на электротяге, либо от двигателя, либо комбинированный режим. Имелось как бы две трансмиссии: бесступенчатая для работы на лёгких режимах и с фиксированными передачами для работы в тяжёлых дорожных условиях. При движении по автомагистралям на высокой скорости или при тяжёлой работе с высокими нагрузками, электромоторы не задействовались, и трансмиссия функционировала как обычная автоматическая коробка передач. Но, при необходимости электродвигатели могли добавить крутящего момента в трансмиссию или использоваться для зарядки аккумуляторов. Движение задним ходом всегда происходило на электротяге.
300-вольтовый блок никель-металл-гидридный аккумуляторов располагался под вторым рядом сидений, не занимая дополнительного места и не мешая сидениям складываться. Блок аккумуляторов подзаряжался от электромоторов, работающих в режиме генератора, накапливал энергию при рекуперативном торможении и питал электромеханическую трансмиссию. Кроме трансмиссии, блок аккумуляторов снабжал электричеством компрессор кондиционера и, через преобразователи 42-вольтовый электроусилитель руля и остальное 12-вольтовое оборудование автомобиля. Долговечность блока аккумуляторов обеспечивалась за счёт специальных режимов зарядки — разрядки, системы охлаждения и составляла девять лет или сто тысяч миль пробега (примерно 160 тыс. км). Блок батарей был защищён от перезаряда, перегрева, доступа к высоковольтным компонентам и имел систему предотвращающую утечку кислоты.
Как и все гибридные автомобили Tahoe и Yukon имели рекуперативную систему торможения. Используя один или оба электродвигателя электромеханической трансмиссии в режиме генератора, энергия торможения превращалась в электричество и накапливалась в аккумуляторах. Рекуперативная тормозная система работала совместно с обычными гидравлическими тормозами. При определённых режимах, таких как длительное торможение малой интенсивности, гидравлические тормоза вообще не задействовались, но если возникала необходимость, обычные тормоза подключались и автомобиль останавливался. Антиблокировочная система и система контроля курсовой устойчивости были адаптированы под совместную работу рекуперативной и гидравлической систем торможения. Дополнительная выгода рекуперативной системы торможения заключалась в уменьшении износа тормозных колодок.
Для работы в гибридном автомобиле был выбран 6-литровый двигатель, как имеющий более гибкую характеристику крутящего момента. Двигатель был модернизирован так, что его впускные клапаны открывались позже, чем обычно (цикл Аткинсона), это позволило уменьшить насосные потери и повысить общую экономичность двигателя. В дополнение к этому, двигатель имел систему Active Fuel Management, отключающую половину цилиндров двигателя при лёгких режимах движения. Ещё одной особенностью двигателя была системе стоп-старт. Как только скорость автомобиля снижалась до нуля, двигатель останавливался и оставался выключенным пока автомобиль двигался на электротяге. При резком нажатии на педаль газа, двигатель запускался вновь с помощью электромотора трансмиссии, обычного стартера не было.

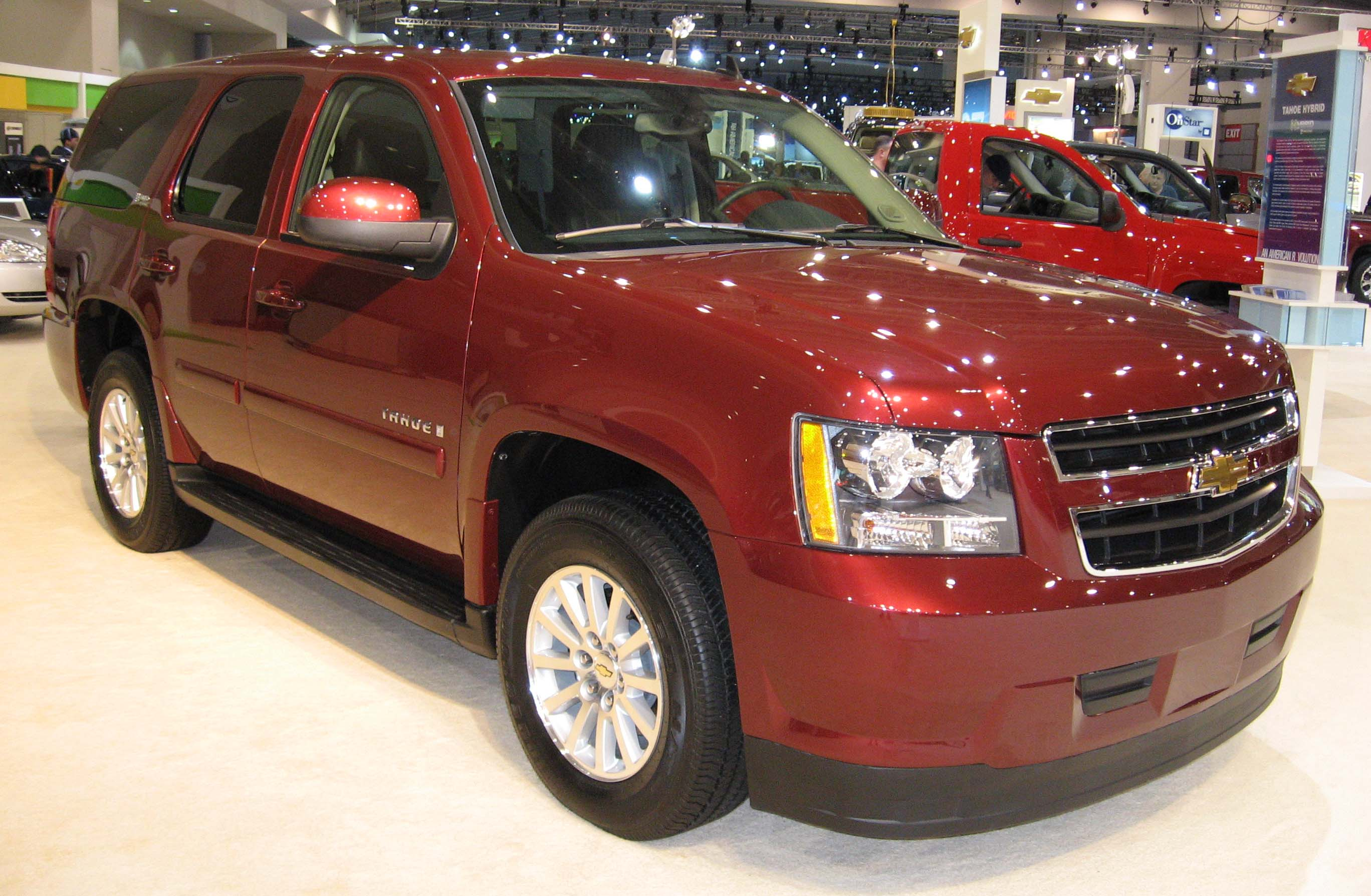
2008 Chevrolet Tahoe Hybrid

Для снижения аэродинамических потерь был изменён внешний вид автомобиля. Передняя и задняя части стали более обтекаемой формы, были изменены задние стойки, фонари, задний спойлер, с крыши исчезли направляющие для багажа, изменилась форма подножек. Для уменьшения веса автомобиля капот и дверца багажника (теперь с вклеенным стеклом) были сделаны из алюминия. В салоне были установлены новые более тонкого профиля передние сидения. Помимо снижения веса, они добавили 1,5 дюйма (38 мм) дополнительного пространства для задних пассажиров. Запасное колесо, домкрат и баллонный ключ были заменены набором для быстрого ремонта шин. На автомобилях применялись специальные облегчённые 18-дюймовые колёса с шинами 265/65R18 с уменьшенным сопротивлением качению.

### Изменения
На все автомобили 2008 модельного года боковые подушки безопасности стали устанавливаться стандартно. Для улучшения аэродинамики был слегка изменён внешний вид автомобилей.
Основной новинкой автомобилей Tahoe 2009 модельного года стала установка на них 5,3-литровых двигателей (LC9), ранее используемых только на Yukon и 6,2-литровых двигателей (L92) от Yukon Denali. Оба двигателя агрегатировались с шестиступенчатой автоматической коробкой передач. В свою очередь, Yukon Denali получил новый двигатель (L9H) мощностью 403 л. с. Третий ряд сидений стал трёхместным для всех автомобилей. Мультимедийная система обзавелась Bluetooth и новой навигационной системой. Появилась система контроля слепых зон по бокам автомобиля, новая камера заднего вида. На все автомобили стала устанавливаться система аварийного оповещения OnStar восьмого поколения. Появились новые расцветки кузова и салона;. Стали выпускаться версии автомобилей с уменьшенным расходом топлива (Xtra Fuel Economy) — Tahoe XFE и Yukon XFE. Они имели самоблокируемый дифференциал и уменьшенное до 3,08 передаточное число главной передачи, заниженную, для снижения сопротивления воздуха, подвеску, алюминиевые (в том числе запасное) колёса меньшей массы и шины с пониженным сопротивление качению.
Начиная с 2010 модельного года на автомобили перестали устанавливать 4,8-литровые двигатели и четырёхступенчатые коробки передач. Все оставшиеся двигатели обрели возможность работать на смеси Е85. Появилась двухступенчатая раздаточная коробка, которую можно было установить по заказу. Мультимедийная система обзавелась USB разъёмом. На автомобили Yukon Denali устанавливалась обновлённая система OnStar поколения 8.2. Появился Yukon Denali Hybrid, привнёсший новый уровень комфорта в автомобили такого типа.
В 2011 модельном году появились новые расцветки кузова, в пакете опций для буксировки появился специальный контроллер управляющий тормозами прицепа. На гибридные автомобили стали устанавливать новую систему OnStar девятого поколения и новые подголовники задних сидений.
На автомобилях 2012 модельного года была установлена новая мультимедийная и навигационная система. Система контроля курсовой устойчивости теперь могла управлять прицепом и помогала при трогании в гору. Система контроля слепых зон вокруг автомобиля стала стандартной на всех Yukon Denali.
На автомобилях 2013 модельного года трансмиссионный тормоз, использующий сопротивление двигателя при спуске с горы, стал включаться автоматически (ранее, только вручную). Появились новые оттенки цвета кузова.

## Четвёртое поколение
В сентябре 2013 года были официально представлены абсолютно новые Chevrolet Tahoe и GMC Yukon следующего поколения, а также их длиннобазные версии. В продажу они поступили в апреле 2014 года, поэтому называются автомобилями 2015 модельного года.

### Кузов и оборудование
Новый кузов стал более угловатым, на нём ярко смотрится двухэтажная решетка радиатора и новые фары. Был изменён наклон ветрового стекла, оно стало более плоским, что позволило увеличить площадь его очистки. Утопленные двери снизили шум в салоне и улучшили аэродинамику автомобиля. Средние стойки были немного смещены вперёд, а задние стали вертикальнее, упростив вход и выход, особенно на сидения третьего ряда. Стёкла задних дверей при открывании теперь полностью утапливаются. Стеклоочиститель заднего стекла, когда не работает, теперь прячется в спойлер. В конструкции кузова высокопрочные и сверх высокопрочные стали используются для изготовления передних и средних стоек, наружных профилей крыши и её дополнительных усилителей. Передняя подкапотная часть кузова, передняя панель и крепление её к полу были усилены, это позволило жёстче закрепить рулевую колонку.
Кузов устанавливается на периферийную раму из замкнутых профилей, которая обеспечивает оптимальный баланс между ездовыми свойствами, шумовиброизоляцией и безопасностью, 75 % рамы изготовлено из высокопрочной стали. Рама состоит из трёх частей. Передняя часть имеет гидроформованные боковины, GM является пионером в использовании таких технологий на полноразмерных внедорожниках. При гидроформовке, для создания частей рамы использует жидкость под высоким давлением, делая их крепче и легче, чем сварные. Боковины средней части рамы сварены из двух частей из высокопрочной стали и имеют замкнутую коробчатую структуру, к которой присоединены две поперечины. Дополнительная прочность рамы обеспечивается за счёт того, что её передняя часть входят внутрь средней на 240 мм, создавая очень жёсткую на изгиб конструкцию. Задняя часть рамы соединяется со средней с помощью накладных усилителей, к её поперечинам крепятся бензобак и запасное колесо. Профили рамы имеют увеличенное сечение в нагруженных местах, для снижения веса, сзади они становиться меньше. Подушки крепления кузова привинчены к раме и обеспечивают демпфирование как при сжатии, так и при растяжении (отскоке) кузова подобно амортизаторам подвески. Кроме того, степень демпфирования во всех направлениях подобрана более точно, что снижает тряску. Кузова окрашивается девятью различными цветами.
В салоне большая передняя панель выдвинута вперёд, ближе к водителю, в центре её расположен 9-дюймовый сенсорный экран. Под ним могут размещаться три разных типа мультимедийных систем, а сзади — развлекательной комплекс с 9-дюймовым экраном, Blu-ray- или DVD-плейером и двумя беспроводными наушниками. К системе можно подключить до десяти устройств, таких как смартфон, SD-карта, MP3-плеер. Автомобиль мог оснащаться навигационной системой с голосовым управлением. Фирменная коммуникационная система OnStar имела встроенную точку доступа Wi-Fi. Она, также могла зачитывать голосом входящие текстовые сообщения смартфонов, подсоединённых к ней по Bluetooth. В зависимости от модели в автомобиле имелось до шести USB-портов и шесть розеток питания, всего — двенадцать мест зарядки электронных устройств любого типа. Рулевая колонка регулируется по углу наклона и вылету с помощью электроприводов. Передние сидения могут иметь обивку из ткани или кожи, до десяти регулировок с электроприводом, подогрев, охлаждение, а водительское — специальную систему предупреждения об опасности, при которой вибрируют отдельные части сидения. Во втором ряду могло быть установлено сплошное или раздельные сидения, спинки которых складывались вровень с полом багажника. Они, также могли иметь подогрев и, как и сидения третьего ряда, электропривод складывания. Кнопки автоматического складывания сидений располагались на задних дверях и двери багажника. Минимальный объём багажника составляет 433 л, при складывании третьего ряда сидений — 1462 л, а если сложить также сидения второго ряда, то — 2681 л, погрузочная высота — 912 мм.
Стандартно автомобиль оборудуется семью подушками безопасности, включая центральную, расположенную между передними сидения, которая оберегает головы водителя и пассажира при ударе сбоку. Новая система преднатяжения ремней безопасности спереди подтягивает не только плечевую (диагональную) часть ремня, но и поясную, обеспечивая правильное положение тела человека при аварии. В стандартное оснащение автомобиля входила камера заднего вида. Другое стандартное или опционное, в зависимости от модели, оборудование включало в себя: систему контроля слепых зон сбоку и позади автомобиля, систему предупреждения о выходе за полосу движения, систему предупреждения столкновения с впереди идущим автомобилем, которая, в сочетании с адаптивных круиз-контролем, могла автоматически тормозить автомобиль. Противоугонная система имела датчики разбитых окон, датчики наклона и движения, скрытую сирену с автономным питанием. Водительская дверь оборудовалась специальной вращающейся личинкой замка и имела защиту его привода от доступа снаружи.

### Двигатель и трансмиссия
Пятое поколение знаменитых восьмицилиндровых V-образных двигателей GM «small block engine» впервые стали устанавливать на пикапы Chevrolet Silverado и GMC Sierra 2014 модельного года. Двигатели сохранили фирменные черты (расстояние между цилиндрами, угол развала блоков) моторов, впервые изготовленных в 1955 году.
На Tahoe и Yukon установлена 5,3-литровая (L83) версия двигателя мощностью 360 л. с. при работе на бензине. Двигатель, также может работать на биоэтаноле E85, в этом случае его мощность равна 380 л. с. Он имеет блок цилиндров и головки блока изготовленные из алюминиевого сплава. Расположенный между блоками нижний распредвал (OHV), с помощью толкателей и коромысел приводит в движение клапаны, по два на цилиндр. Шестерня цепного привода распредвала может изменять своё угловое положение, таким образом происходит изменение фаз газораспределения. Толкатели имеют увеличенный и изменённый профиль, повысивший их жёсткость. Топливный насос под давлением в 150 бар подаёт топливо на форсунки, которые впрыскивают его прямо в цилиндры, это позволяет двигателю работать с более высокой степенью сжатия на обеднённых горючих смесях. Поршни из лёгкого сплава с уникальной формой днища, оптимизированы для непосредственного впрыска топлива. В новых головках цилиндров расположены меньшего размера камеры сгорания, свечи зажигания с индивидуальными катушками глубже внедрены в камеру и расположены в её центре. Лёгкие большего диаметра впускной и выпускной клапаны расположены под меньшим углом друг к другу. Форма пластмассового впускного коллектора оптимизирована для снижения сопротивления воздуха и шума впуска. Чугунный выпускной коллектор, также имеет специально подобранную геометрию, снижающую его деформацию при нагреве и позволяющую избежать преждевременного выхода из строя. Система активного управления расходом топлива Active Fuel Management (AFM) при движении с невысокой нагрузкой отключает половину цилиндров двигателя путём прекращения подачи масла в гидропривод толкателей клапанов. Переключение происходит за 20 миллисекунд и практически не заметно. Двухрежимный масляный насос обеспечивает двигатель маслом в соответствии с его потребностями.
Автоматическая гидромеханическая шестиступенчатая трансмиссия Hydra-Matic модульной конструкции специально разработана для применения на заднеприводных и полноприводных автомобилях. В ней установлены три планетарных ряда, электронный блок управления находится внутри. По мере износа деталей, таких как управляющие сцепления, электронный блок меняет алгоритм управления таким образом, чтобы характеристики трансмиссии оставались постоянными. На автомобиле применяется увеличенной размерности более надёжный задний мост с улучшенными характеристиками по шуму и вибрации. Он может иметь одно из двух передаточных отношений главной передачи: 3,42 и 3,08. По заказу устанавливался задний мост с самоблокирующимся дифференциалом. Специальная система помощи при спуске с горы управляет двигателем и трансмиссией и создает сопротивление движению, разгружая обычные тормоза.

### Ходовая часть
Автомобиль имеет независимую пружинную переднюю подвеску на двойных поперечных рычагах. Для снижения веса, верхние рычаги и поворотные кулаки изготовлены из алюминиевого сплава. В подвеске были увеличены буферы сжатия, усилены опоры пружин и места крепления амортизаторов. Для улучшения управляемости, жёсткость пружин возросла на 30 %. Сзади используется пружинная зависимая подвеска с четырьмя продольными рычагами и одним поперечным. Боковая жёсткость повышена за счёт того, что поперечный рычаг крепится к раме с помощью шарового пальца, а не резиновой подушки. Результатом стала лучшая чувствительность рулевого управления. Более широкая колея обеспечивает стабильность и плавность движения, новая геометрия подвесок улучшает управление движением в повороте, особенно с полной нагрузкой.
Подвеска может поставляться в трёх вариантах исполнения. Стандартная подвеска (ZW7) имеет двухтрубные амортизаторы, имеющие улучшенное демпфирование на низкой скорости. Опционная подвеска для тяжёлых условий эксплуатации (Z85) имеет датчики и регулирует высоту задней подвески в зависимости от нагрузки.
Специальная подвеска (Z95) имеет возможность изменять степень демпфирования в реальном времени. С помощью датчиков «читается» профиль дороги и за 10-15 миллисекунд меняется вязкость магнитореологической жидкости в амортизаторах.
Реечное рулевое управление с электроусилителем с изменяемой ступенью усиления обеспечивало низкое усилие на рулевом колесе при парковке и удобное управление автомобилем на высокой скорости и обеспечивало 3,4 оборота руля от упора до упора.
Дисковые тормозные механизмы с вентилируемыми дисками были установлены на всех четырёх колёсах. Большей производительности вакуумный насос использовался для питания большей размерности вакуумного усилителя. Педальный узел стал цельным и более жёстким. Четырёхканальная антиблокировочная система и фирменная система курсовой устойчивости StabiliTrak являлись стандартным оборудованием. Система контроля складывания при движении с прицепом также является стандартной. Она контролирует движение прицепа и, без участия водителя задействует, тормоза или двигатель для подавления нежелательного движения. Система помощи при старте в гору удерживает тормоза примерно на 1,5 секунды на уклоне более 5 % после того, как водитель снимает ногу с педали тормоза.
На автомобили, в зависимости от исполнения, устанавливались колёса из алюминиевого сплава размерности 18x8,5, 20x9,0, 22x9,5 на которые устанавливались шины размерности P265/65R18, P275/55R20, P285/45R22 соответственно.

### Yukon Denali

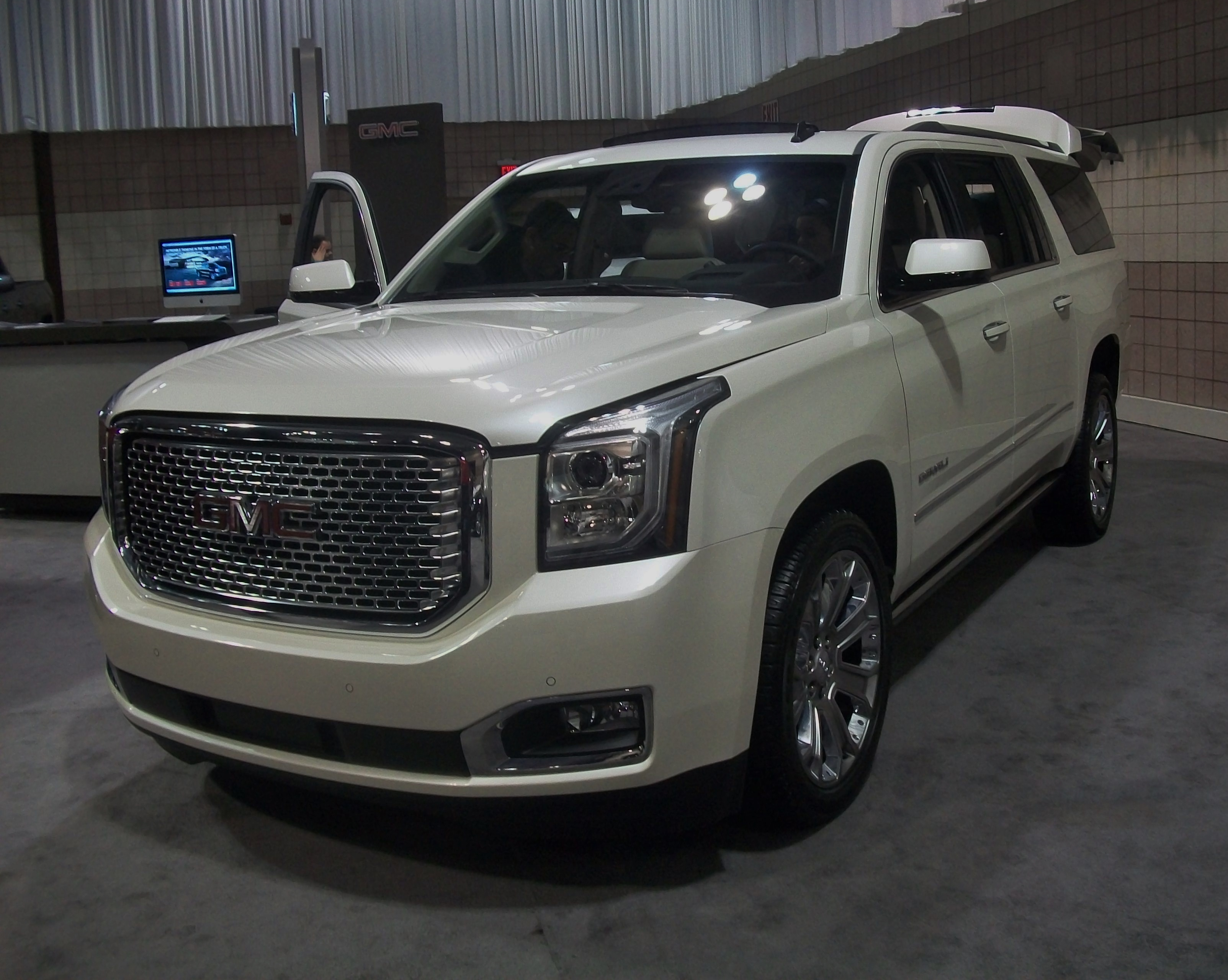
2015 GMC Yukon Denali

Несмотря на то, что Yukon Denali имеет общую архитектуру и стиль автомобилей семейства, он разработан для других целей и иной группы владельцев. Автомобиль выполнен в более экспрессивном дизайне, имеет эргономически улучшенный интерьер и больший список информационно-развлекательных опций. Спереди Denali выделяются массивная хромированная решетка радиатора и ксеноновые фары, которые являются стандартным оснащением. Сбоку видны автоматически выдвигаемые хромированные подножки с подсветкой и уникальные 20-дюймовые колёса. Салон автомобиля украшен полированным и тонированным алюминием и вставками под дерево. Всё управления мультимедийными функциями сосредоточено на руле, отсюда водитель может управлять аудиосистемой, телефоном и навигацией. Рулевое колесо подогревается, а передние кресла имеют 12 регулировок с электроприводом.
Denali оснащается эксклюзивным 6,2-литровым двигателем (L86) мощностью 425 л. с. Двигатель сохраняет общую архитектуру моторов семейства, но имеет больший диаметр цилиндров. Распредвал обеспечивает больший подъём клапанов и большее время их открытия. Для лучшего охлаждения, ножки клапанов выполнены полыми, а у выпускных клапанов полости залиты жидким натрием. Двигатель, также имеет непосредственный впрыск топлива, систему отключения половины цилиндров, изменяемые фазы газораспределения. Трансмиссия осталась прежней.

## Police Pursuit Vehicle (PPV)

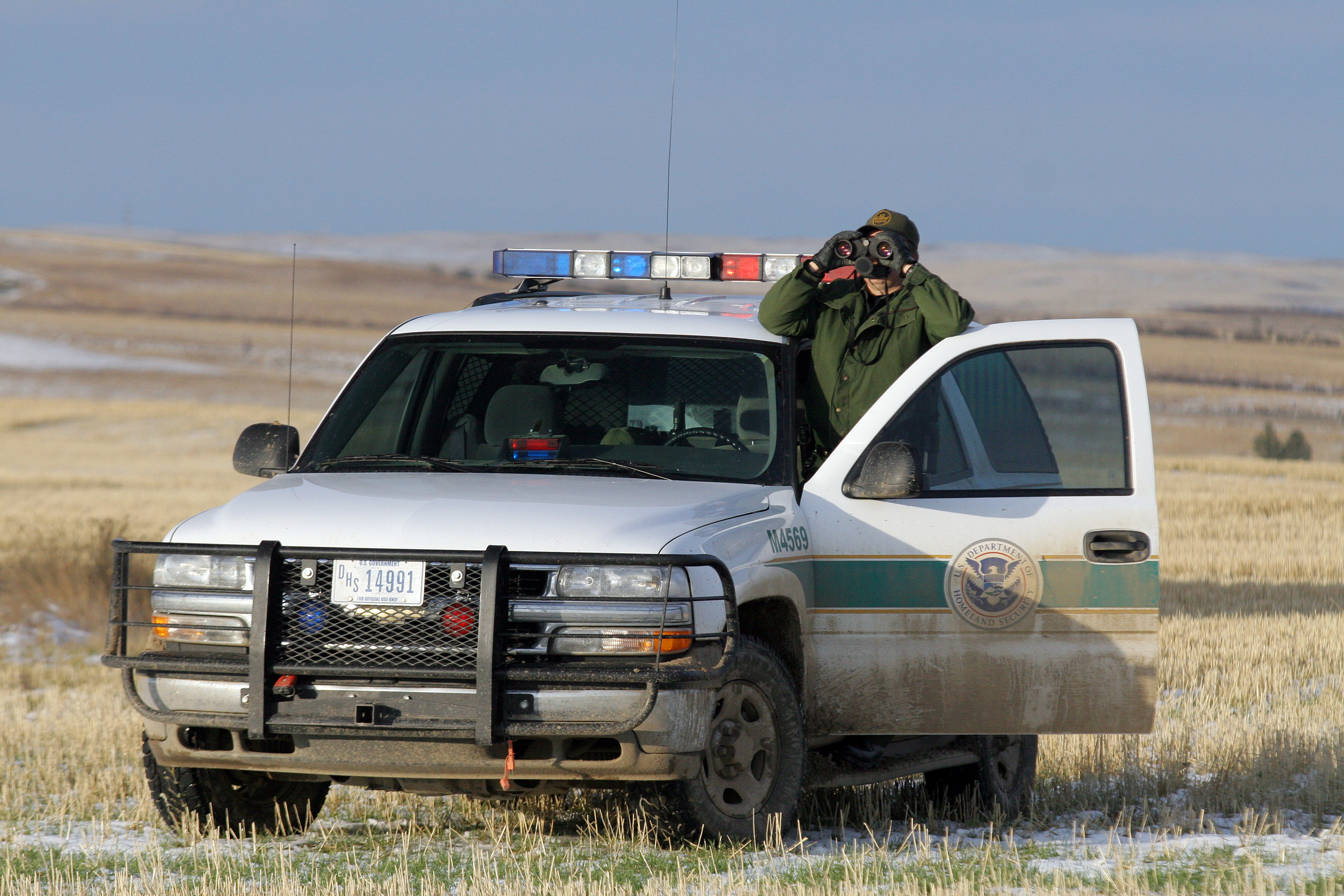
Chevrolet Tahoe пограничной службы штата Монтана

Благодаря своей высокой прочности и надёжности, способности долгое время двигаться с высокой скоростью, просторному салону автомобиль сразу привлёк внимание представителей спецслужб. Поэтому, с лета 1997 года начался выпуск «полицейских автомобилей преследования» (англ. Police Pursuit Vehicle). Они отличались, как правило:

- специальной отделкой салона с дополнительными местами крепления оборудования на панели приборов и в багажнике, запираемыми снаружи или вообще без ручек открывания задних дверей, местами для крепления спецсигналов на крыше;

- улучшенной системой охлаждения, увеличенным радиатором двигателя, масляным радиатором двигателя, радиаторами трансмиссии и усилителя рулевого управления, более мощным радиатором кондиционера;

- усиленным электрооборудованием, более мощным генератором и более ёмким аккумулятором, предназначенными для питания дополнительных устройств;

- усиленной ходовой частью, более жёсткими пружинами в подвеске, усиленными тормозами и шинами.
Впрочем, список опций мог быть значительно расширен в зависимости от требований заказчика.

## Продажи
| Продажи Chevrolet Tahoe в России | Продажи Chevrolet Tahoe в России | Продажи Chevrolet Tahoe в России                                                                         |
| -------------------------------- | -------------------------------- | --- |
| Год                              | К-во                             | Источник                                                                                                 |
| 2004                             | 423                              | Авторевю № 2 (327), 2005                                                                                 |
| 2005                             | 611                              | Авторевю № 2 (350), 2006                                                                                 |
| 2006                             | 431                              | Авторевю № 3 (374), 2007                                                                                 |
| 2007                             | 64                               | Авторевю № 3 (397), 2008                                                                                 |
| 2008                             | 832                              | Авторевю № 3 (420), 2009. Дата обращения: 10 апреля 2012. Архивировано из оригинала 30 января 2012 года. |
| 2009                             | 1 072                            | Авторевю № 3 (443), 2010                                                                                 |
| 2010                             | 15                               | Авторевю № 3 (466), 2011                                                                                 |
| 2011                             | 582                              | Авторевю № 3 (489), 2012                                                                                 |
| 2012                             | 1 746                            | Авторевю № 3 (512), 2013                                                                                 |
| 2013                             | 1 574                            | Авторевю № 3 (535), 2014                                                                                 |
| 2014                             | 766                              | Авторевю № 2 (557), 2015                                                                                 |
| 2015                             | 301                              | Авторевю № 3 (581), 2016                                                                                 |
| 2016                             | 619                              | Авторевю № 3 (604), 2017                                                                                 |
| 2017                             | 627                              | Авторевю № 3 (627), 2018                                                                                 |
| 2018                             | 477                              | Авторевю № 3 (650), 2019                                                                                 |
| 2019                             | 504                              | Авторевю № 3 (673), 2020                                                                                 |

| Продажи Chevrolet Tahoe и GMC Yukon в США | Продажи Chevrolet Tahoe и GMC Yukon в США | Продажи Chevrolet Tahoe и GMC Yukon в США | Продажи Chevrolet Tahoe и GMC Yukon в США |
| ----------------------------------------- | ----------------------------------------- | ----------------------------------------- | --- |
| За календарный год (с января по декабрь)  |                                           |                                           | |
| Год                                       | Chevrolet Tahoe                           | GMC Yukon                                 | Источник |
| 1996                                      | 124 038                                   | 36 566                                    | GENERAL MOTORS DECEMBER 1997 AND CALENDAR YEAR 1997 MARKET ANALYSIS INFORMATION. GM TRUCK DELIVERIES - (United States) (англ.). GM Media (7 января 1998). Дата обращения: 31 января 2020. Архивировано из оригинала 15 сентября 2000 года.         |
| 1997                                      | 124 125                                   | 41 072                                    | GENERAL MOTORS DECEMBER 1997 AND CALENDAR YEAR 1997 MARKET ANALYSIS INFORMATION. GM TRUCK DELIVERIES - (United States) (англ.). GM Media (7 января 1998). Дата обращения: 31 января 2020. Архивировано из оригинала 15 сентября 2000 года.         |
| 1998                                      | 133 235                                   | 49 355                                    | GM ENDS YEAR WITH SALES SURGE. GM TRUCK DELIVERIES - (United States) (англ.). GM Media (6 января 1999). Дата обращения: 31 января 2020. Архивировано из оригинала 15 сентября 2000 года.                                                           |
| 1999                                      | 122 213                                   | 53 280                                    | GM December Vehicle Sales Off 18%; Industry Sales Continue to Moderate. GM Truck Deliveries - (United States) (англ.). GM Media Archive (3 января 2001). Дата обращения: 31 января 2020. Архивировано из оригинала 26 октября 2011 года.           |
| 2000                                      | 149 834                                   | 56 297                                    | GM December Vehicle Sales Off 18%; Industry Sales Continue to Moderate. GM Truck Deliveries - (United States) (англ.). GM Media Archive (3 января 2001). Дата обращения: 31 января 2020. Архивировано из оригинала 26 октября 2011 года.           |
| 2001                                      | 202 319                                   | 77 254                                    | GM's 'Industry Leading Truck Lineup' Sets Calendar Year Industry Sales Record. GM Truck Deliveries - (United States) (англ.). GM Media Archive (3 января 2002). Дата обращения: 31 января 2020. Архивировано из оригинала 26 октября 2011 года.    |
| 2002                                      | 209 767                                   | 76 488                                    | GM Reports Best December Sales Since 1979. GM Truck Deliveries - (United States) (англ.). GM Media Archive (3 января 2003). Дата обращения: 31 января 2020. Архивировано из оригинала 26 октября 2011 года.                                        |
| 2003                                      | 199 065                                   | 86 238                                    | GM Reports December Sales of 447,900, Down 9 Percent From Record Year-Ago Levels. GM Truck Deliveries - (United States) (англ.). GM Media Archive (5 января 2004). Дата обращения: 31 января 2020. Архивировано из оригинала 26 октября 2011 года. |
| 2004                                      | 186 161                                   | 86 571                                    | GM Reports 437,161 Deliveries in December. GM Truck Deliveries - (United States) (англ.). GM Media Archive (4 января 2005). Дата обращения: 31 января 2020. Архивировано из оригинала 26 октября 2011 года.                                        |
| 2005                                      | 152 305                                   | 73 458                                    | GM Reports 392,041 Deliveries in December. GM Truck Deliveries - (United States) (англ.). GM Media Archive (4 января 2006). Дата обращения: 31 января 2020. Архивировано из оригинала 3 марта 2016 года.                                           |
| 2006                                      | 161 491                                   | 71 476                                    | GM Reports 341,327 Deliveries in December. GM Truck Deliveries - (United States) (англ.). GM Media Archive (3 января 2007). Дата обращения: 31 января 2020. Архивировано из оригинала 26 октября 2011 года.                                        |
| 2007                                      | 146 256                                   | 63 428                                    | GM Reports 221,983 Deliveries in December; 2,980,688 Vehicles Sold in 2008 (англ.). GM Corporate Newsroom (5 января 2009). Дата обращения: 3 марта 2020. Архивировано 30 апреля 2019 года.                                                         |
| 2008                                      | 91 578                                    | 39 064                                    | GM Reports 221,983 Deliveries in December; 2,980,688 Vehicles Sold in 2008 (англ.). GM Corporate Newsroom (5 января 2009). Дата обращения: 3 марта 2020. Архивировано 30 апреля 2019 года.                                                         |
| 2009                                      | 73 254                                    | 29 411                                    | GM U.S. Deliveries for December 2010 by Model |
| 2010                                      | 75 675                                    | 28 781                                    | GM U.S. Deliveries for December 2010 by Model |
| 2011                                      | 80 527                                    | 34 250                                    | GM U.S. Deliveries for December 2011 by Model |
| 2012                                      | 68 904                                    | 27 818                                    | GM U.S. Deliveries for December 2012 |
| 2013                                      | 83 502                                    | 28 302                                    | GM U.S. Deliveries for December 2013 |
| 2014                                      | 97 726                                    | 41 569                                    | GM U.S. Deliveries for December 2014 |
| 2015                                      | 88 342                                    | 42 732                                    | GM U.S. Deliveries for December 2015 |
| 2016                                      | 103 306                                   | 53 447                                    | GM U.S. Deliveries for December 2016 |
| 2017                                      | 98 961                                    | 35 059                                    | GM U.S. DELIVERIES FOR DECEMBER 2017 |
| 2018                                      | 104 153                                   | 80 784*                                   | GM U.S. DELIVERIES FOR QUARTER 4 2018 |
| 2019                                      | 101 189                                   | 74 673                                    | GM U.S. DELIVERIES FOR QUARTER 4 2019 |
| *-Yukon+Yukon XL                          |                                           |                                           | |

## Комментарии
1. 1 2 3 4 5 6  Модельный год, отличный от календарного. Как правило, но не всегда, в начале календарного года, зимой или весной, анонсировалась модель следующего модельного года, в конце лета или осенью она поступала в продажу.